# Hugo Grünfeld

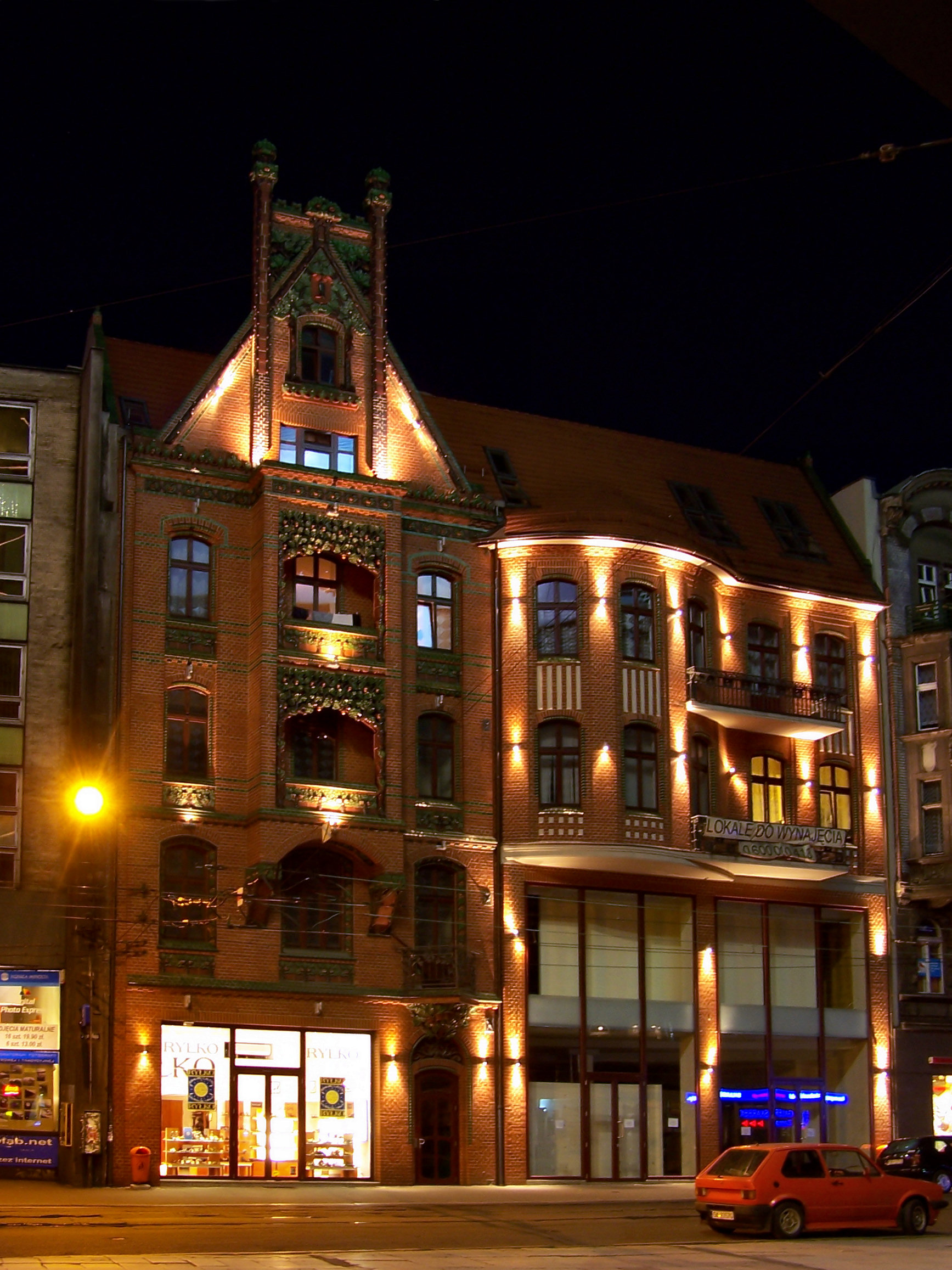
Kamienica przy ulicy 3 Maja 6-8 w Katowicach w 2014 roku

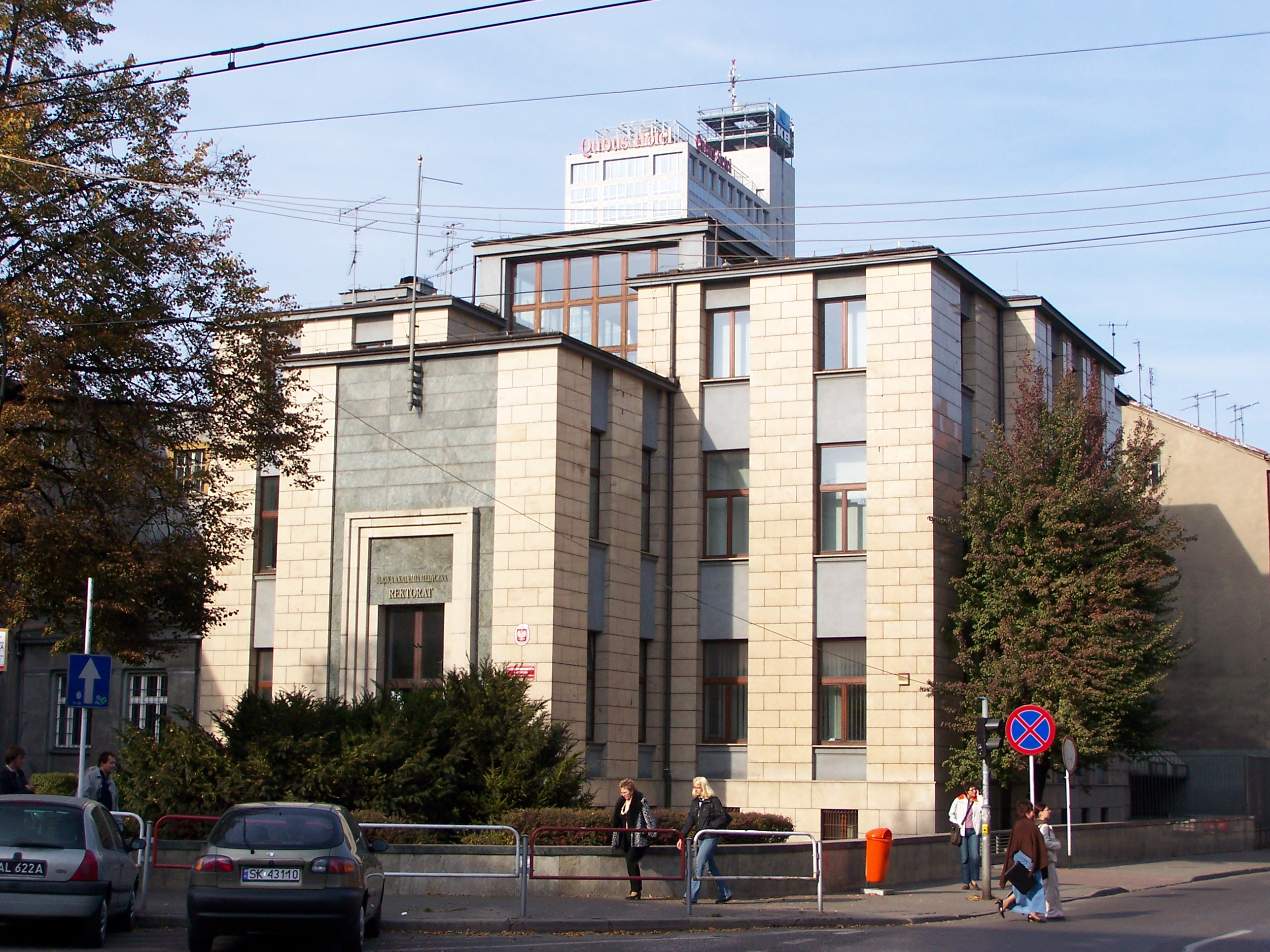
Ówczesny rektorat Akademii Medycznej w Katowicach przy ulicy Warszawskiej w 2007 roku, pierwotnie Willa Hugona Grünfelda

Hugo Grünfeld (ur. 1865 w Katowicach, zm. 20 września 1939 we Lwowie) – niemiecki architekt, mistrz budowlany, wieloletni członek katowickiej Rady Miasta, trzeci syn Ignatza Grünfelda. Niezwykle zasłużony dla rozwoju Katowic członek miejskiej społeczności żydowskiej.

## Życiorys
Ukończył katowicką szkołę budowlaną i rozbudowywał założoną przez ojca firmę budowlaną Ignatz Grünfeld Baugeschäft.
Wraz z bratem prowadził też działalność polityczną na rzecz niemieckiej partii zdrowego rozsądku. Próbując jednak rozkręcić partyjną gazetę „Oberschlesisches Tageblatt” poniósł porażkę i musiał z własnej kieszeni zapłacić 300 tys. marek długów.
Po plebiscycie i przyłączeniu wschodniej części Górnego Śląska do Polski w 1922 pozostał w Katowicach i stał się liderem mniejszości niemieckiej i przewodniczącym Niemieckiej Partii Demokratycznej. Z kierowania partią ustąpił z powodu niedostatecznej znajomości polskiego. Zastąpił go Wili Adaszkiewicz. W latach 1926–1933 ponownie został radnym miejskim – poprzednio w radzie zasiadał w latach 1909–1919. Jako radny wsławił się w słownych potyczkach z polskim radnym Józefem Biniszkiewiczem.
Lata 30. to okres rozpadu firmy Grünfeldów, którzy po pożarze cegielni w Karbowej w 1934 stopniowo sprzedawali nieruchomości, co w miarę zaogniania się stosunków Polski z hitlerowskimi Niemcami nabierało coraz szybszego tempa. Ostatnie włości Hugo Grünfeld sprzedał w sierpniu 1939. Po wybuchu wojny rodzina uciekła z Katowic, bojąc się niemieckich represji wobec Żydów. 20 września 1939 Grünfeld zmarł w lwowskim szpitalu na zapalenie płuc, którego nabawił się podczas ucieczki. Jego rodzinie udało się jednak zbiec z okupowanej Polski. Potomkowie żyją w Wielkiej Brytanii i Szwajcarii.